# Шемблз
Шемблз (англ. The Shambles) — средневековая улица в Йорке, Великобритания, достопримечательность города. 

## История
В современном английском слово shambles означает «бойня» (чаще в переносном смысле — как «хаос», «беспорядок», «руины»), однако в Средние века этим словом называли мясной рынок. Этимологически оно восходит к названию прилавка, на который мясники выставляли свой товар. Улицы и площади с таким же названием есть и в других английских городах. 
Йоркский мясной рынок упоминается уже в «Книге Страшного суда» — итогах английской переписи населения, проведённой в 1085—1086 годах Вильгельмом Завоевателем.

## Описание
Узкая улица протяжённостью около ста метров в историческом центре города. Для зданий характерны выступающие вторые этажи. На стенах некоторых зданий сохранились крюки, на которые вывешивалось мясо. Старейшие здания имеют деревянный каркас и датируются XIV веком. В одном из них находится часовня католической святой Маргарет Клитроу — в XVI веке она, будучи женой йоркского мясника, жила на Шемблз и укрывала католических священников от гонений.
Сегодня улица представляет собой туристическую достопримечательность. На ней расположено множество сувенирных лавок и ресторанов. Некоторые из них посвящены вселенной «Гарри Поттера», поскольку принято считать, что именно обликом Шемблз навеяны виды Косого переулка в серии фильмов о юном волшебнике.